# Station Brochocin Trzebnicki
Station Brochocin Trzebnicki is een spoorwegstation in de Poolse plaats Brochocin.